# The Wrath of Becky
The Wrath of Becky és una pel·lícula de thriller d'acció nord-americana de 2023 dirigida per Matt Angel i Suzanne Coote. Angel va escriure el guió a partir d'una història pròpia i de Coote. El film és una seqüela de la pel·lícula Becky del 2020.
The Wrath of Becky es va estrenar al festival de cinema South by Southwest l'11 de març de 2023 i als Estats Units el 26 de maig de 2023. Ha estat subtitulada al català.

## Repartiment
- Lulu Wilson com a Becky
- Seann William Scott com a Darryl Jr.
- Denise Burse com a Elena
- Jill Larson com a Darryl Sr.
- Michael Sirow com a Anthony
- Aaron Dalla Villa com a DJ

## Rodatge
El rodatge va tenir lloc en secret a Nova Jersey, durant 18 dies. El rodatge addicional es va produir a la ciutat de Scotch Plains a principis de juny. Àngel i Coote, així com la seva directora de fotografia Julia Swain, van decidir abandonar els mètodes manuals de filmació utilitzats a la pel·lícula anterior i, en canvi, utilitzar moviments de càmera més llis i steadicam.